# John Paulson
John Alfred Paulson (New York City, 14 dicembre 1955) è un imprenditore statunitense, miliardario, responsabile dell'hedge fund Paulson & Co., una società di gestione degli investimenti con sede a New York da lui fondata nel 1994. È stato definito "uno dei nomi più importanti dell'alta finanza", e "un uomo che ha creato uno dei le più grandi fortune nella storia di Wall Street".
Esponente del Partito Repubblicano, la sua importanza e la sua fortuna sono arrivate nel 2007, quando ha guadagnato quasi 4 miliardi di dollari e si è trasformato "da un oscuro gestore di denaro in una leggenda finanziaria"  utilizzando i credit default swap per scommettere efficacemente contro il mercato dei mutui subprime statunitensi. Nel 2010, Paulson ha guadagnato 4,9 miliardi di dollari. Forbes ha stimato il suo patrimonio netto a 3 miliardi di dollari nel gennaio 2023.

## Biografia
Paulson è nato il 14 dicembre 1955 nel Queens, a New York, il terzo dei quattro figli di Alfred G. Paulson (1924–2002) e Jacqueline (nata Boklan, 1926–2018).
Suo padre è nato Alfredo Guillermo Paulsen in Ecuador da padre di origine metà francese e metà norvegese e madre ecuadoriana. Alfredo rimase orfano a quindici anni e a sedici anni si trasferì a Los Angeles con il fratello minore Alberto. Alfredo si arruolò nell'esercito americano, dove prestò servizio e rimase ferito in Italia durante la seconda guerra mondiale. Successivamente ha cambiato il cognome da Paulsen a Paulson. La madre di John era figlia di immigrati ebrei dalla Lituania e dalla Romania che si erano trasferiti a New York City. Jacqueline ha incontrato Alfredo mentre entrambi frequentavano l'UCLA. Si sposarono e si trasferirono a New York City, dove Alfredo lavorò presso Arthur Andersen e successivamente come direttore finanziario presso la società di pubbliche relazioni Ruder Finn.
Rendendosi conto che il percorso professionale scelto nelle vendite non gli avrebbe fornito un flusso di cassa stabile e sicuro, Paulson tornò alla New York University nel 1976, dove iniziò a eccellere negli studi di economia. Nel 1978, si è laureato con lode in finanza presso il College of Business and Public Administration della New York University. Ha frequentato la Harvard Business School, con una borsa di studio Sidney J. Weinberg / Goldman Sach , conseguendo un MBA come George F. Baker Scholar (il 5% dei migliori della sua classe) nel 1980.

## Carriera
Paulson ha iniziato la carriera presso il Boston Consulting Group nel 1980, dove ha svolto attività di ricerca e consulenza alle aziende. Ambizioso di lavorare nel settore degli investimenti a Wall Street, ha lasciato per unirsi a Odyssey Partners dove ha lavorato con Leon Levy. È passato a Bear Stearns lavorando nel dipartimento fusioni e acquisizioni, e poi a Gruss Partners LP, dove è stato socio accomandatario.
Nel 1994, ha fondato il suo hedge fund, Paulson & Co., con 2 milioni di dollari e un dipendente, situato in uno spazio ufficio affittato da Bear Stearns al 26º piano di 277 Park Avenue. L'azienda si è trasferita alla 57th and Madison nel 2001. Nel 2003, il suo fondo era cresciuto fino a raggiungere i 300 milioni di dollari di asset.
Paulson e la sua azienda sono specializzati in investimenti "event-driven", ovvero fusioni, acquisizioni, spin-off, gare per procura, ecc. - e nel corso della sua carriera ha effettuato centinaia di investimenti di questo tipo. Molti degli eventi riguardavano l'arbitraggio di fusioni, che è stato descritto come aspettare "finché una società non annuncia che ne sta acquistando un'altra, affrettandosi ad acquistare le azioni della società target, mettendo allo scoperto le azioni dell'acquirente (a meno che non si tratti di un accordo in contanti), e quindi guadagnando il differenziale tra i prezzi delle due azioni al momento della conclusione della fusione". Un esempio di investimento in un evento proxy effettuato da Paulson è stato durante il concorso per delega di Yahoo nel maggio 2008, quando Carl Icahn lanciò una battaglia per procura per cercare di sostituire il consiglio di amministrazione di Yahoo.
Nel 2010, ha stabilito un altro record per gli hedge fund guadagnando quasi 5 miliardi di dollari in un solo anno, investendo principalmente nel settore dell'oro.  Tuttavia, nel 2011, ha effettuato investimenti in perdita in Bank of America, Citigroupe nella società quotata in Cina, sospettata di frode, Sino-Forest Corporation. Il suo fondo di punta, Paulson Advantage Fund, ha subito un forte calo nel 2011. 

### Crisi dei mutui subprime
Paulson è diventato famoso nel 2007 vendendo allo scoperto il mercato immobiliare statunitense, poiché aveva previsto la crisi dei mutui subprime e scommetteva contro i titoli garantiti da ipoteca investendo in credit default swap. A volte definito il più grande commercio della storia, l'azienda di Paulson ha fatto fortuna e lui ha guadagnato personalmente oltre 4 miliardi di dollari solo con questo commercio.
Paulson ha collaborato con Goldman Sachs per fornire liquidità per mutui immobiliari a basso rendimento in Arizona, California, Florida e Nevada. Insieme, Paulson e Goldman hanno creato il veicolo di investimento Abacus 2007-AC1 e hanno tenuto nascosta la scommessa di Paulson contro le attività sottostanti alle persone che l'hanno acquistato. Paulson è sfuggito all'accusa perché la sua azienda ha sostenuto di essere sempre stata trasparente riguardo alla sua visione dei mutui cartolarizzati e che le attività non erano prive di rischi. Goldman Sachs fu citato in giudizio dalla Securities and Exchange Commission e dovette raggiungere un accordo per Abacus. Il 15 luglio 2010, Goldman si è accordata in via extragiudiziale, accettando di pagare alla SEC e agli investitori 550 milioni di dollari, di cui 300 milioni di dollari al governo degli Stati Uniti e 250 milioni di dollari agli investitori, una delle sanzioni più grandi mai pagate da una società di Wall Street.

## Opinioni politiche ed economiche
Paulson ha contribuito con 140.000 dollari a candidati e partiti politici tra il 2000 e il 2010, il 45% dei quali è andato ai repubblicani, il 16% ai democratici e il 36% a interessi speciali, compreso l'ex presidente della Camera John Boehner.
Nel 2008, Paulson ha co-scritto un editoriale del Wall Street Journal suggerendo un'alternativa al piano del Segretario del Tesoro per stabilizzare i mercati. Il piano alternativo prevedeva la ricapitalizzazione delle istituzioni finanziarie in difficoltà spendendo i 700 miliardi di dollari dei fondi del Troubled Asset Relief Program per acquistare le loro azioni privilegiate piuttosto che le loro "attività peggiori".
Nel 2008, mentre testimoniava davanti alla Commissione per la supervisione e la riforma del governo della Camera degli Stati Uniti, a Paulson fu chiesto della bassa aliquota fiscale sulle plusvalenze a lungo termine e sui guadagni da interessi; Paulson rispose: "Credo che la nostra situazione fiscale sia giusta". In un'intervista del 2012 con la rivista Bloomberg Businessweek ha espresso disappunto nei confronti del movimento Occupy Wall Street, dicendo: "Paghiamo molte tasse, soprattutto vivendo a New York: c'è un'aliquota fiscale cittadina e statale di quasi il 13%... . La maggior parte delle giurisdizioni vorrebbe avere aziende di successo come la nostra con sede lì. Sono sicuro che se volessimo andare a Singapore, stenderebbero il tappeto rosso per attirarci.
Nel 2011, Paulson ha donato 1 milione di dollari al Super PAC Restore Our Future di Mitt Romney. Il 26 aprile 2012, Paulson ha ospitato una raccolta fondi nella sua residenza di New York per la candidatura presidenziale di Romney.
Al "Summit sugli investimenti di Porto Rico" del 2014 a San Juan, Paulson ha dichiarato: "Porto Rico diventerà la Singapore dei Caraibi". Secondo quanto riferito, Paulson stava investendo nel debito municipale del territorio e nello sviluppo immobiliare e stava costruendo una casa in un resort.

### Sostenitore di Donald Trump
Paulson ha ricevuto l'attenzione dei media quando ha immediatamente sostenuto Donald Trump dopo che Trump si era assicurato la nomina repubblicana nel 2016.  Paulson è stato uno dei principali consiglieri economici della campagna presidenziale di Donald Trump del 2016.  Aveva stabilito un rapporto con Trump ancor prima della campagna, quando Paulson e altri investitori avevano venduto il Doral Golf Resort & Spa a Trump nel 2012. Insieme alla moglie, Paulson ha contribuito con 831.370 dollari a favore di Donald Trump per la campagna presidenziale del 2020.
Paulson è stato uno dei principali contributori e raccoglitori di fondi per la campagna 2024 di Donald Trump. 
 Il 6 aprile 2024, esponenti della campagna di Trump hanno dichiarato di aver raccolto fondi per 50,5 milioni di dollari presso la casa di John Paulson a Palm Beach. Secondo voci, sembra che nel marzo 2024 Trump abbia proposto Paulson come potenziale segretario del Tesoro se avesse vinto le elezioni del 2024.

## Vita privata
Nel 2000, Paulson sposò Jenny Zaharia con una cerimonia episcopale a Southampton, New York; Jenny era un'immigrata rumena arrivata negli Stati Uniti dopo che suo fratello George, una stella della pista in Romania, disertò e si trasferì nel Queens. La coppia aveva due figlie e viveva per la maggior parte dell'anno in una casa a schiera nell'Upper East Side sulla East 86th Street, acquistata nel 2004 per 14,7 milioni di dollari. Paulson possedeva anche una casa ad Aspen, in Colorado, acquistata per 24,5 milioni di dollari nel 2010 e una tenuta a Southampton che acquistò per 41 milioni di dollari nel 2008.
Paulson ha chiesto il divorzio nel settembre 2021, ma in seguito ha ritirato la sua richiesta in modo che entrambe le parti potessero negoziare fuori dal tribunale e lontano dai media. Nel gennaio 2024, i Paulson erano ancora coinvolti in una procedura di divorzio.
John Paulson ha una sorella maggiore di nome Theodora Bar-El, una biologa israeliana.